# Saint-Didier-sur-Beaujeu
Saint-Didier-sur-Beaujeu település Franciaországban, Rhône megyében. Lakosainak száma 603 fő (2022. január 1.). Saint-Didier-sur-Beaujeu Les Ardillats, Beaujeu, Chénelette, Claveisolles, Marchampt, Poule-les-Écharmeaux és Vernay községekkel határos.

## Népesség
A település népessége az elmúlt években az alábbi módon változott:
| Lakosok száma | 637  | 620  | 627  | 616  | 617  | 617  | 609  | 605  | 603  |
|               | 2013 | 2015 | 2016 | 2017 | 2018 | 2019 | 2020 | 2021 | 2022 |